# Wave Runner (album)
Pour les autres significations, voir WaveRunner.
Albums de capsule
CAPS LOCK
(2013)
WAVE RUNNER est un album du groupe électro Capsule sorti en 2015 au Japon.
L'album a été annoncé le 9 août 2014 lors d'un concert au Rock in Japan Fes. 

## Titres
| 1.  | Wave Runner           | 1:06 |
| 2.  | Another World         | 4:25 |
| 3.  | Dreamin’ Boy          | 5:20 |
| 4.  | Hero                  | 4:12 |
| 5.  | Dancing Planet        | 4:52 |
| 6.  | Depth (vocal dub mix) | 4:03 |
| 7.  | Feel Again            | 3:50 |
| 8.  | Unrequited Love       | 4:37 |
| 9.  | White As Snow         | 4:11 |
| 10. | Beyond The Sky        | 3:41 |

## Édition limitée
L'édition limitée de l'album comprend en plus les titres suivants :
| No | Titre                        | Durée |
| -- | ---------------------------- | ----- |
| 1. | Another World (extended mix) |       |
| 2. | Hero (extended mix)          |       |
| 3. | Feel Again (extended mix)    |       |
| 4. | White As Snow (extended mix) |       |